# Іллінойський вугільний басейн
Іллінойський вугільний басейн — басейн в США,  шт. Іллінойс і частково в шт. Індіана і Кентуккі.

## Історія
Пром. видобуток підземним способом здійснюється з 1875, кар'єрами — з 1928.

## Характеристика
Пл. 122 тис. км². Запаси вугілля оцінюються в 365 млрд т, 20 пластів. Потужність 0,6…2,6 м. Бл.18 млрд т придатні для відкритої розробки.  Вугленосність пов'язана з відкладеннями кам’яновугільного періоду. Розробляються 9 пластів потужністю 0,6-2,6 м; 85-90% видобутку дають пласти № 6 (Херрін) і № 5 (Харрісбург). Вугілля бітумінозне, з високим і середнім виходом летких речовин (30-43%). Вміст сірки до 10%, більше 85% достовірних запасів вугілля басейну містять понад 3% сірки. Вміст золи 6-14%, теплота згоряння 25,5-34,7 МДж/кг. Сер. глибина розробки бл. 140 м.

## Технологія розробки
Переважає розкриття шахтних полів похилими стовбурами. Потужність пластів, що розробляються підземним способом, в сер. 2,2 м. Застосовуються камерна і камерно-стовпова системи розробки. Бл. 50% підземного видобутку — забезпечують  коротко-вибійні комбайни. На довгі вибої припадає менше 1 % підземного видобутку. На кар'єрах, як правило, прийнята бестранспортна система розробки з використанням драглайнів на розкритті, мехлопат і фронтальних навантажувачів — на видобутку; транспорт автомобільний. Відкритим способом розробляються пласти потужністю в сер. 1,3-1,6 м. Сер. потужність розкриття — бл. 20 м, коеф. розкриття 15 м³/т. Частка збагачуваного вугілля в товарному продукті становить 61%. Понад 90% вугілля використовується на ТЕС, бл. 3% — для коксування.